# Xylomyces chlamydosporus
Xylomyces chlamydosporus är en svampart som beskrevs av Goos, R.D. Brooks & Lamore 1977. Xylomyces chlamydosporus ingår i släktet Xylomyces och familjen Aliquandostipitaceae.   Inga underarter finns listade i Catalogue of Life.